# Ordre du Mérite du travail
L’ordre du Mérite du travail, créé par décret en date du 21 janvier 1957 en France, était destiné à récompenser toute personne s'étant distinguée, soit par sa valeur professionnelle, soit par la durée et la qualité de ses services, soit par son comportement à l'égard de ses compagnons de travail.
Le Gouvernement de Vichy avait déjà créé un ordre national du Travail en 1941, ordre qui fut abrogé en 1944.
L'ordre du Mérite du travail a été remplacé par l'ordre national du Mérite à partir de 1964.
Cet ordre ministériel fait l'objet d'un arrêt d'attribution ou de promotion depuis le 1er janvier 1964, mais les titulaires actuels survivants des grades de cet ordre continuent à jouir des prérogatives y étant attachées et ce d'après l'article 38 du décret n°63-1196 portant création d'un ordre national du Mérite. En foi de quoi, même si cet ordre ministériel est effectivement placé en extinction depuis 1964, il n’est pas éteint tant qu'il reste au moins un survivant dans cet ordre.

## Insigne
L'insigne était en argent pour le grade de chevalier ; en or ou en vermeil pour les deux autres grades.

## Grades
L'ordre comprenait trois grades : chevalier, officier et commandeur. L'ordre était géré par le ministre du Travail, assisté d'un conseil de l'ordre.

Chevalier
Officier
Commandeur